# Jacek Piątkiewicz
Jacek Antoni Piątkiewicz (ur. 11 września 1940 w Wieliczce) – polski lekarz internista, samorządowiec i urzędnik państwowy, doktor nauk medycznych, w latach 1997–1999 podsekretarz stanu w Ministerstwie Zdrowia i Opieki Społecznej.

## Życiorys
W 1972 ukończył studia w Akademii Medycznej w Warszawie, zdobył specjalizację drugiego stopnia w zakresie chorób wewnętrznych. Obronił doktorat, był wykładowcą m.in. na Uniwersytecie Medycznym w Białymstoku. Po studiach przez ponad 20 lat pracował w Szpitalu Kolejowym przy ulicy Brzeskiej w Warszawie, a przez trzy lata także w Instytucie Cukrzycowym w Libii. W 1991 został dyrektorem Centrum Naukowego Medycyny Kolejowej. Przez szereg lat działał również w samorządzie zawodowym, zasiadł w prezydium Naczelnej Izby Lekarskiej I kadencji, został także wiceszefem komisji legislacyjnej w Okręgowej Izbie Lekarskiej w Warszawie.
W rządzie Jerzego Buzka pełnił funkcję podsekretarza stanu w Ministerstwie Zdrowia i Opieki Społecznej, odpowiedzialnego m.in. za reformę systemu ochrony zdrowia. Odwołany z funkcji 25 czerwca 1999. Był członkiem, a od 1999 do 2002 wiceprzewodniczącym Stałego Komitetu Regionu Europejskiego Światowej Organizacji Zdrowia. W 2001 został także członkiem Odwoławczej Komisji Bioetycznej przy ministrze zdrowia. W 2002 został wybrany radnym Warszawy z list Prawa i Sprawiedliwości. W wyborach parlamentarnych w 2005 bezskutecznie kandydował do Sejmu w okręgu nr 20 (podwarszawskiego) z list PiS (zdobył 3425 głosów). W 2006 nie ubiegał się o reelekcję do rady Warszawy.

## Odznaczenia
- Krzyż Kawalerski Orderu Odrodzenia Polski (2001)[8]
- Krzyż Oficerski Orderu Odrodzenia Polski (2009)[9]
- Medal im. Doktora Jerzego Moskwy
- „Laudabilis”
- Medal Mericus Pro Medicis (2004)[4].

## Życie prywatne
Żonaty, ma dwóch synów. Deklaruje znajomość pięciu języków obcych.